# 教育 (東京事変のアルバム)
『教育』（きょういく 英題：education）は、2004年11月25日に東芝EMI（当時）より発売された、日本のバンド・東京事変の1枚目のスタジオ・アルバム。

## 概要
本作はシンガーソングライターの椎名林檎を擁するバンド・東京事変の1作目のオリジナル・アルバムである。デビューシングルの表題曲「群青日和」と2枚目のシングルの表題曲「遭難」、デビュー前に出演した夏フェスで先行披露されていた楽曲（「林檎の唄」「サービス」「駅前」「御祭騒ぎ」）を含む全12曲を収録。
アルバム・タイトルはテレビの「教育チャンネル」から取っている。
収録曲は、椎名のソロ・シングル「りんごのうた」をファンキーにアレンジし直した「林檎の唄」に始まり、曲調がボサノヴァからロックへと変化していく「入水願い」、ロックンロールの「クロール」、クラシカルなピアノ・インストゥルメンタルの「現実に於て」とその発展形となるヴォーカル曲「現実を嗤う」、ブラジリアン風味の4ビート「サービス」、ブルースとシャンソンが交配した「駅前」、マーチング・リズムの「母国情緒」まで、椎名のソロ作品以上に多岐にわたったクロスオーヴァーぶりを見せつける構成となっている。
初回限定盤は三部作インデックス仕様となっている。

## 制作の背景
「今の段階ではひとりきりで作る音楽はやり終えている」と語った椎名林檎が、以前からの夢であったというバンド形態でリリースした初のアルバムで、椎名自身は「〈おもちゃ箱をひっくり返したような〉と言ってもらえるようなアルバムを作りたかった」と話している。また初期メンバーのH是都Mと晝海幹音が参加した最初で最後のアルバムでもある。
亀田誠治とH是都Mが多忙で全員のスケジュールが合う日がなかったため、わずか4日で17曲もレコーディングすることになった。ドラムの刄田綴色は「そんなのやったことない」「これはヤバイんじゃないかと思うことしきりでしたね」と語っている。

## 収録曲
椎名のソロ作品にならい、本作でも6曲目「現実に於て」と7曲目「現実を嗤う」を中心に曲のタイトルや英題がシンメトリーに配置されているほか、各曲の収録時間も表示が左右対称となるようになっている。

### 各曲解説
1. 林檎の唄（a song of apples）
椎名が2003年のソロ活動停止前に発表したシングル「りんごのうた」のセルフカバーで、原曲とは異なるバンド・アレンジとなっている。オリジナルの歌詞はすべてひらがなで表記されているが、こちらは漢字も使用されている。
2. 群青日和（ideal days for ultramarine）
デビューシングルの表題曲。
3. 入水願い（the suicide）
タイトルは「じゅすいねがい」と読む（入水の意味はこちらを参照）。
4. 遭難（a distress）
2枚目のシングルの表題曲。
5. クロール（crawl）
6. 現実に於て （back to earth）
タイトルは「げんじつにおいて｣ と読む｡
ピアノのみの器楽曲で、東京事変の全楽曲でもっとも演奏時間が短い。次曲「現実を嗤う」と音が繋がっている。
7. 現実を嗤う （laugh at facts）
歌詞は全編英語である（和訳詞も記載されている）。
8. サービス （service）
アルバム曲で唯一ミュージック・ビデオが制作された[注 1]。
2006年開催のコンサート・ツアー[注 2] では、椎名が編曲した「サービス 顔見世篇」[注 3] が使用され、メンバー全員が踊りながら片手に拡声器を持って歌った[注 4]。
9. 駅前（a station）
椎名曰く、この曲のイメージは神奈川県横浜市港北区にある東急東横線日吉駅（発売当時）とのこと。
10. 御祭騒ぎ（the carnival）
椎名曰く「一生書けないようなポップな曲」[1]。
11. 母国情緒（feelings for my motherland）
12. 夢のあと（a scar of dreams）
2007年に椎名林檎×斎藤ネコ名義で発表されたアルバム『平成風俗』にてセルフカバーされた。

### 楽曲クレジット
| 全作詞: 椎名林檎、全編曲: 東京事変。 |                                      |           |          |      |
| #                                    | タイトル                             | 作詞      | 作曲     | 時間 |
| 1.                                   | 「林檎の唄」                         | 椎名林檎  | 椎名林檎 | 2:52 |
| 2.                                   | 「群青日和」                         | 椎名林檎  | H是都M   | 3:33 |
| 3.                                   | 「入水願い」                         | 椎名林檎  | 椎名林檎 | 3:23 |
| 4.                                   | 「遭難」                             | 椎名林檎  | 椎名林檎 | 3:23 |
| 5.                                   | 「クロール」                         | 椎名林檎  | 椎名林檎 | 4:04 |
| 6.                                   | 「現実に於て」(インストゥルメンタル) | 椎名林檎  | H是都M   | 1:11 |
| 7.                                   | 「現実を嗤う」                       | 椎名林檎  | 椎名林檎 | 4:24 |
| 8.                                   | 「サービス」                         | 椎名林檎  | H是都M   | 4:04 |
| 9.                                   | 「駅前」                             | 椎名林檎  | 椎名林檎 | 3:53 |
| 10.                                  | 「御祭騒ぎ」                         | 椎名林檎  | 椎名林檎 | 3:33 |
| 11.                                  | 「母国情緒」                         | 椎名林檎  | 椎名林檎 | 3:03 |
| 12.                                  | 「夢のあと」                         | 椎名林檎  | 椎名林檎 | 4:44 |
| 合計時間:                            | 合計時間:                            | 合計時間: | 42:11    |      |

### 演奏
- リードボーカル、ギター&キーボード：椎名林檎
- キーボード&バッキングボーカル：H是都M
- ギター&バッキングボーカル：晝海幹音
- ベース：亀田誠治
- ドラムス&パーカッション：刄田綴色